# KMOX
Koordinaten: 38° 43′ 22″ N, 90° 3′ 19″ W
KMOX – „The Voice of St.Louis“ ist einer der ältesten und bekanntesten Radiosender aus St. Louis in Missouri. Als Clear-Channel-Radiostation ist das 50 kW Mittelwellensignal nachts im gesamten Mittleren Westen, Mexiko und Kanada zu hören. Der Sender gehört CBS Radio.
Die Studios von KMOX befinden sich in der 1220 Olive Street im Park Pacific Building und am Tucker Boulevard. Dort befinden sich auch die Räumlichkeiten der anderen beiden Radiostationen von CBS Radio in St. Louis KYKY (Y98) und 102.5 KEZK-FM.

## Geschichte
KMOX startete in der Frühphase des US-Rundfunks als eine Kooperation von Unternehmern als The Voice of St. Louis Inc. Am 24. Dezember 1925 ging die Station auf Sendung.

## Programm
KMOX übernimmt Programmteile vom CBS Radio Network. Als eines der wenigen überregionalen Programme wird die Rush Limbaugh Show wochentags ausgestrahlt.
Jon Graysons Sendung Overnight America lief jahrelang bei KMOX und wurde zudem von den CBS Stationen WCCO in Minneapolis und KDKA in Pittsburgh ausgestrahlt. Ab dem 30. Januar 2012 bis zum 1. Dezember 2016 lief sie landesweit. Syndiziert wurde die Sendung von Westwood One (Cumulus Media).

## Verbreitung
KMOX sendet über seinen Sender mit einer konstanten Leistung von 50 kW. Für viele Jahre sendete die Station in C-QUAM AM-Stereo ihr Stereosignal auf Mittelwelle; doch im Frühjahr 2000 endeten diese Ausstrahlungen u. a. da sich dieses Stereo-Verfahren auf Mittelwelle in den USA nicht durchsetzte. Heutzutage sendet KMOX ein HD-Radio-Signal, nachdem die Federal Communications Commission (FCC) eine Lizenz für digitale und analoge Sendungen (hybrid) ausgestellt hatte.
Der Hörfunksender ist wie WSDZ für die Aktivierung des Greater St. Louis Emergency Alert System beim Eintreten von Katastrophen und extremen Wetterlagen verantwortlich.